# Plecoptera kohuna
Plecoptera kohuna là một loài bướm đêm trong họ Erebidae.